# Präsidentschaftswahl in Togo 2010
Die Präsidentschaftswahlen in Togo 2010 fanden am 4. März 2010 im westafrikanischen Togo statt. Nach dem offiziellen Ergebnis errang der regierende Präsident Faure Gnassingbé mehr als 60 % aller Stimmen und Jean-Pierre Fabre, sein einziger ernst zu nehmender Konkurrent, 33 %. Von den übrigen fünf Kandidaten erhielt mit 3 % der abgegebenen Stimmen Yawovi Agboyibo als einziger mehr als 1 % Zustimmung.
Nachdem Gnassingbés Sieg bei den letzten Präsidentschaftswahlen 2005 weithin angezweifelt worden war und gewalttätige Proteste ausgelöst hatte, bemühte er sich bei diesen Wahlen um größere Glaubwürdigkeit des Wahlvorganges. Dennoch warf ihm die Opposition massiven Wahlbetrug vor. Wahlbeobachter der Europäischen Union registrierten in ihrem Bericht zwar Stimmenkauf durch die Regierungspartei, sahen aber keine Hinweise auf den von der Opposition behaupteten verbreiteten Wahlbetrug und kamen ebenso wie andere internationale Beobachter zu dem Schluss, dass die beobachteten „Unregelmäßigkeiten“ keinen entscheidenden Einfluss auf das Gesamtergebnis hatten. Gnassingbé legte nach Bestätigung seines Sieges durch die Nationale Wahlkommission am 3. Mai 2010 erneut seinen Amtseid als Präsident von Togo ab.

## Kandidaten
Akzeptierte Kandidaten:
- Faure Gnassingbé ist der Sohn von Togos langjährigem Diktator und Präsidenten Gnassingbé Eyadéma. Zum Zeitpunkt der Wahl war er seit 5 Jahren im Präsidentenamt, das er nach dem plötzlichen Tod seines Vaters unter Umständen antrat, die ebenso umstritten waren wie sein anschließender Sieg bei den Präsidentschaftswahlen 2005. Gnassingbé ist gleichzeitig Präsident der Regierungspartei Rassemblement du peuple togolais.
- Jean-Pierre Fabre ist Generalsekretär der Partei Union des forces de changement. Ursprünglicher Kandidat seiner Partei war jedoch deren Präsident Gilchrist Olympio, Sohn des ersten, 1963 ermordeten Präsidenten Togos, Sylvanus Olympio. Fabre wurde nur aufgrund einer Erkrankung seines innerparteilichen Konkurrenten Gilchrist Olympio Kandidat seiner Partei geworden.
- Yawovi Agboyibo ist der Vorsitzende der Partei Comité d’action pour le renouveau (CAR) und war von 2006 bis 2007 Premierminister Togos.
- Agbéyomé Messan Kodjo war von 2000 bis 2002 ebenfalls Premierminister des Landes.
- Brigitte Adjamagbo-Johnson ist in der togoischen Frauenbewegung aktiv und erste Frau überhaupt, die für die Präsidentschaft in Togo kandidiert.[3]
- Bassabi Kagbara, Kandidat des Conseil national du parti démocratique panafricain (PDP) ist Professor und Doktor für Wirtschaftsrecht.[4]
- Nicolas Lawson ist der Präsident der Partei Parti pour le renouveau et la rédemption

Nicht akzeptierte Kandidaten:
- Der in den USA lebende damals 72-jährige Gilchrist Olympio war von seiner Partei Union des forces de changement fest als Kandidat vorgesehen, wurde jedoch durch eine Rückenerkrankung daran gehindert, rechtzeitig nach Togo zu gelangen, um sich der für Präsidentschaftskandidaten vorgeschriebenen Gesundheitsprüfung zu unterziehen.[5]
- Dahuku Péré

und
- Kokou Ségnon Nsoukpoe wurden von der Wahlkommission abgelehnt, da sie nicht in der Lage waren die Kaution zu hinterlegen, die die Bedingung für die Akzeptanz der Kandidatur war[6] und bei einem Erreichen von mehr als 5 % der Stimmen zurückgezahlt werden sollte.
- Von der Wahlkommission akzeptiert war ursprünglich auch noch Kofi Yamgnane als unabhängiger Kandidat.[7] Yamgnane besitzt sowohl die französische als auch die togoische Staatsbürgerschaft. Das Verfassungsgericht verwarf jedoch seine Kandidatur, da es einen Widerspruch bezogen auf sein Geburtsdatum zwischen seinem französischen Identitätsdokument und seinem togoischen Dokumenten gab. Der abgelehnte Yamgnane sah darin den Versuch der Regierenden, einen für sie gefährlichen Kandidaten aus dem Rennen zu werfen.[8]

## Uneinigkeit der Opposition
Versuche der Opposition, sich im Vorfeld der Wahl auf einen Kandidaten zu einigen, scheiterten. Allerdings zog Agbéyomé Kodjo seine Kandidatur zugunsten Fabrés zurück (sein Name erschien aber dennoch auf den Stimmzetteln) und der abgelehnte Yamgnane erklärte ebenfalls seine Unterstützung für Fabré.

## Ergebnis
| Kandidaten                     | Parteien                                               | Stimmen   | %    |
| ------------------------------ | ------------------------------------------------------ | --------- | ---- |
| Faure Gnassingbé               | Rassemblement du peuple togolais                       | 1.242.409 | 60,9 |
| Jean-Pierre Fabre              | Union des forces de changement                         | 692.554   | 33,9 |
| Yawovi Agboyibo                | Comité d’action pour le renouveau                      | 60.370    | 3,0  |
| Agbéyomé Kodjo                 | Organisation pour bâtir dans l’union un Togo solidaire | 17.393    | 0,9  |
| Brigitte Adjamagbo-Johnson     | Convention démocratique des peuples africains          | 13.452    | 0,7  |
| Bassabi Kagbara                | Parti démocratique panafricain                         | 8.341     | 0,4  |
| Nicolas Lawson                 | Parti pour le renouveau et la rédemption               | 6.027     | 0,3  |
| Gesamt                         | Gesamt                                                 | 2.040.546 | 100  |
|                                |                                                        |           |      |
| Ungültige Stimmen              | Ungültige Stimmen                                      | 79.283    | 3,7  |
| Wähler                         | Wähler                                                 | 2.119.829 | 65,7 |
| Wahlberechtigte                | Wahlberechtigte                                        | 3.227.492 |      |
|                                |                                                        |           |      |
| Quelle: Cour constitutionnelle |                                                        |           |      |

## Nach der Wahl: Spaltung der UFC
Nach der Wahl kam es zum offenen Bruch zwischen den Fraktionen Fabrés und Olympios innerhalb der UFC als größter Oppositionspartei. Olympio hatte bezüglich einer Beteiligung der UFC Verhandlungen mit Gnassingbé aufgenommen und erreicht, dass 7 von 31 Ministern der neuen Regierung von der UFC gestellt wurden. Fabré bezeichnete die Übereinkunft jedoch als konträr zum Willen des Nationalen Büros der UFC. Der innerparteiliche Konflikt endete schließlich mit dem Ausschluss Olympios aus der Partei, deren Gründer und langjähriger Präsident er war.